# Rangliste des deutschen Fußballs/2020er
Dieser Artikel gibt eine Übersicht über die Historie der Rangliste des deutschen Fußballs des kicker-Sportmagazins in der Zeit von 2020 bis 2029.

## Chronik der 2020er Jahre
Erläuterung: Die Flagge vor dem Spielernamen gibt die Staatsbürgerschaft des Spielers an bzw. (bei doppelter Staatsbürgerschaft oder nach einem Wechsel der Staatsbürgerschaft) die Nationalmannschaft, für die der Spieler zum Zeitpunkt des Erscheinens der Rangliste spielte oder spielberechtigt war. Ist keine Flagge vor dem Namen eingefügt, so hatte der betreffende Spieler zum Zeitpunkt des Erscheinens der Rangliste die deutsche Staatsbürgerschaft.

### Sommer 2020
Veröffentlicht in den kicker-Ausgaben vom 27. August 2020 (71/2020), vom 31. August 2020 (72/2020), vom 3. September 2020 (73/2020) und vom 7. September 2020 (74/2020). Die Rangliste bewertet das erste Halbjahr 2020 (komplette Rückrunde inklusive Finalturnier der UEFA Champions League).
| Position            | Weltklasse                                                                                      | Internationale Klasse | Im weiteren Kreis |
| ------------------- | ----------------------------------------------------------------------------------------------- | --- | --- |
| Torhüter            | Manuel Neuer (FC Bayern München)                                                                | Péter Gulácsi (RB Leipzig) Yann Sommer (Borussia Mönchengladbach)                                                                              | Alexander Schwolow (SC Freiburg) Lukáš Hrádecký (Bayer 04 Leverkusen) Koen Casteels (VfL Wolfsburg) Roman Bürki (Borussia Dortmund) Kevin Trapp (Eintracht Frankfurt) Oliver Baumann (TSG 1899 Hoffenheim) Andreas Luthe (FC Augsburg) Florian Müller (1. FSV Mainz 05) |
| Innenverteidiger    | –                                                                                               | David Alaba (FC Bayern München) Jérôme Boateng (FC Bayern München) Mats Hummels (Borussia Dortmund) Matthias Ginter (Borussia Mönchengladbach) | Sven Bender (Bayer 04 Leverkusen) Dayot Upamecano (RB Leipzig) Edmond Tapsoba (Bayer 04 Leverkusen) Martin Hinteregger (Eintracht Frankfurt) Dedryck Boyata (Hertha BSC) Marcel Halstenberg (RB Leipzig) Nico Elvedi (Borussia Mönchengladbach) Lukas Klostermann (RB Leipzig) Philipp Lienhart (SC Freiburg) Robin Knoche (VfL Wolfsburg) Stefan Posch (TSG 1899 Hoffenheim) |
| Außenbahn defensiv  | –                                                                                               | Alphonso Davies (FC Bayern München) Benjamin Pavard (FC Bayern München) Raphaël Guerreiro (Borussia Dortmund)                                  | Angeliño (RB Leipzig) Achraf Hakimi (Borussia Dortmund) Lars Bender (Bayer 04 Leverkusen) Ramy Bensebaini (Borussia Mönchengladbach) Christian Günter (SC Freiburg) Nordi Mukiele (RB Leipzig) Pavel Kadeřábek (TSG 1899 Hoffenheim) |
| Mittelfeld defensiv | Joshua Kimmich (FC Bayern München) Leon Goretzka (FC Bayern München) Thiago (FC Bayern München) | Marcel Sabitzer (RB Leipzig) Emre Can (Borussia Dortmund)                                                                                      | Konrad Laimer (RB Leipzig) Florian Neuhaus (Borussia Mönchengladbach) Maximilian Arnold (VfL Wolfsburg) Per Skjelbred (Hertha BSC) Axel Witsel (Borussia Dortmund) Christian Gentner (1. FC Union Berlin) |
| Mittelfeld offensiv | Thomas Müller (FC Bayern München)                                                               | Kai Havertz (Bayer 04 Leverkusen) Lars Stindl (Borussia Mönchengladbach)                                                                       | Julian Brandt (Borussia Dortmund) Christoph Baumgartner (TSG 1899 Hoffenheim) Mark Uth (1. FC Köln) Christopher Nkunku (RB Leipzig) |
| Außenbahn offensiv  | –                                                                                               | Serge Gnabry (FC Bayern München) Kingsley Coman (FC Bayern München)                                                                            | Ivan Perišić (FC Bayern München) Moussa Diaby (Bayer 04 Leverkusen) Matheus Cunha (Hertha BSC) Filip Kostić (Eintracht Frankfurt) Marcus Thuram (Borussia Mönchengladbach) Vincenzo Grifo (SC Freiburg) Jonas Hofmann (Borussia Mönchengladbach) Renato Steffen (VfL Wolfsburg)                                                                                               |
| Stürmer             | Robert Lewandowski (FC Bayern München)                                                          | Erling Haaland (Borussia Dortmund) Jadon Sancho (Borussia Dortmund) Timo Werner (RB Leipzig)                                                   | Andrej Kramarić (TSG 1899 Hoffenheim) André Silva (Eintracht Frankfurt) Jhon Córdoba (1. FC Köln) Wout Weghorst (VfL Wolfsburg) Alassane Pléa (Borussia Mönchengladbach) Patrik Schick (RB Leipzig) |
| Deutsche im Ausland | –                                                                                               | Robin Gosens (Atalanta Bergamo) Toni Kroos (Real Madrid) Marc-André ter Stegen (FC Barcelona) İlkay Gündoğan (Manchester City)                 | Antonio Rüdiger (FC Chelsea) Thilo Kehrer (Paris Saint-Germain) Bernd Leno (FC Arsenal) Mittelklasse – Herausragend: Lukas Görtler (FC St. Gallen) |

### Winter 2020/21
Veröffentlicht in der kicker-Ausgabe vom 25. Januar 2021 (8/2021). Die Rangliste bewertet das zweite Halbjahr 2020 (bis einschließlich Ende der Hinrunde im Januar 2021).
| Position            | Weltklasse                                                                | Internationale Klasse | Nationale Klasse |
| ------------------- | ------------------------------------------------------------------------- | --- | --- |
| Torhüter            | Manuel Neuer (FC Bayern München)                                          | Péter Gulácsi (RB Leipzig) Koen Casteels (VfL Wolfsburg) | Roman Bürki (Borussia Dortmund) Lukáš Hrádecký (Bayer 04 Leverkusen) Gregor Kobel (VfB Stuttgart) Kevin Trapp (Eintracht Frankfurt) Yann Sommer (Borussia Mönchengladbach) Rafał Gikiewicz (FC Augsburg) Stefan Ortega (Arminia Bielefeld) Oliver Baumann (TSG 1899 Hoffenheim) Florian Müller (1. FSV Mainz 05)                                                                             |
| Innenverteidiger    | –                                                                         | Edmond Tapsoba (Bayer 04 Leverkusen) Mats Hummels (Borussia Dortmund) Matthias Ginter (Borussia Mönchengladbach) Willi Orban (RB Leipzig) Marvin Friedrich (1. FC Union Berlin) Dayot Upamecano (RB Leipzig)       | Ibrahima Konaté (RB Leipzig) Jérôme Boateng (FC Bayern München) Jonathan Tah (Bayer 04 Leverkusen) Marcel Halstenberg (RB Leipzig) Manuel Gulde (SC Freiburg) John Anthony Brooks (VfL Wolfsburg) Maxence Lacroix (VfL Wolfsburg) Philipp Lienhart (SC Freiburg) |
| Außenbahn defensiv  | Angeliño (RB Leipzig)                                                     | Raphaël Guerreiro (Borussia Dortmund) | Stefan Lainer (Borussia Mönchengladbach) Ridle Baku (VfL Wolfsburg) Borna Sosa (VfB Stuttgart) Lars Bender (Bayer 04 Leverkusen) Ramy Bensebaini (Borussia Mönchengladbach) Christian Günter (SC Freiburg) Nordi Mukiele (RB Leipzig) Lucas Hernández (FC Bayern München) Christopher Lenz (1. FC Union Berlin) Ludwig Augustinsson (Werder Bremen) Christopher Trimmel (1. FC Union Berlin) |
| Mittelfeld defensiv | Joshua Kimmich (FC Bayern München)                                        | Leon Goretzka (FC Bayern München) Marcel Sabitzer (RB Leipzig) Florian Neuhaus (Borussia Mönchengladbach) Julian Baumgartlinger (Bayer 04 Leverkusen) Wataru Endō (VfB Stuttgart)                                  | Thomas Delaney (Borussia Dortmund) Maximilian Arnold (VfL Wolfsburg) Amadou Haidara (RB Leipzig) Robert Andrich (1. FC Union Berlin) Christoph Kramer (Borussia Mönchengladbach) Mattéo Guendouzi (Hertha BSC) Jude Bellingham (Borussia Dortmund) Djibril Sow (Eintracht Frankfurt) Orel Mangala (VfB Stuttgart)                                                                            |
| Mittelfeld offensiv | –                                                                         | Thomas Müller (FC Bayern München) Lars Stindl (Borussia Mönchengladbach) Emil Forsberg (RB Leipzig) | Florian Wirtz (Bayer 04 Leverkusen) Dani Olmo (RB Leipzig) Matheus Cunha (Hertha BSC) Christopher Nkunku (RB Leipzig) Nadiem Amiri (Bayer 04 Leverkusen) Christoph Baumgartner (TSG 1899 Hoffenheim) Gonzalo Castro (VfB Stuttgart) Amin Younes (Eintracht Frankfurt) Daichi Kamada (Eintracht Frankfurt)                                                                                    |
| Außenbahn offensiv  | –                                                                         | Kingsley Coman (FC Bayern München) Jonas Hofmann (Borussia Mönchengladbach) Vincenzo Grifo (SC Freiburg) Leon Bailey (Bayer 04 Leverkusen) Silas (VfB Stuttgart)                                                   | Giovanni Reyna (Borussia Dortmund) Jadon Sancho (Borussia Dortmund) Marcus Thuram (Borussia Mönchengladbach) Moussa Diaby (Bayer 04 Leverkusen) Daniel Caligiuri (FC Augsburg) Serge Gnabry (FC Bayern München) Roland Sallai (SC Freiburg) Ritsu Dōan (Arminia Bielefeld) |
| Stürmer             | Robert Lewandowski (FC Bayern München) Erling Haaland (Borussia Dortmund) | Andrej Kramarić (TSG 1899 Hoffenheim) André Silva (Eintracht Frankfurt) Alassane Pléa (Borussia Mönchengladbach) Wout Weghorst (VfL Wolfsburg) Nicolás González (VfB Stuttgart) Lucas Alario (Bayer 04 Leverkusen) | Max Kruse (1. FC Union Berlin) Yussuf Poulsen (RB Leipzig) Patrik Schick (RB Leipzig) Taiwo Awoniyi (1. FC Union Berlin) |
| Deutsche im Ausland | İlkay Gündoğan (Manchester City)                                          | Marc-André ter Stegen (FC Barcelona) Robin Gosens (Atalanta Bergamo) Toni Kroos (Real Madrid) Kevin Volland (AS Monaco)                                                                                            | Bernd Leno (FC Arsenal) Robin Koch (Leeds United) Timo Werner (FC Chelsea) Mittelklasse – Herausragend: Marcel Heister (Ferencváros Budapest) Philipp Max (PSV Eindhoven) Mario Götze (PSV Eindhoven) Mërgim Berisha (RB Salzburg) Lukas Nmecha (RSC Anderlecht) |

### Sommer 2021
Veröffentlicht in den kicker-Ausgabe vom 12. Juli 2021 (56/2021), vom 15. Juli 2021 (57/2021) und vom 19. Juli 2021 (58/2021). Die Rangliste bewertet das erste Halbjahr 2021.
| Position            | Weltklasse                                                                | Internationale Klasse | Nationale Klasse |
| ------------------- | ------------------------------------------------------------------------- | --- | --- |
| Torhüter            | –                                                                         | Manuel Neuer (FC Bayern München) Koen Casteels (VfL Wolfsburg) Yann Sommer (Borussia Mönchengladbach) Péter Gulácsi (RB Leipzig) Stefan Ortega (Arminia Bielefeld)                                                               | Gregor Kobel (VfB Stuttgart) Rafał Gikiewicz (FC Augsburg) Florian Müller (1. FSV Mainz 05) Lukáš Hrádecký (Bayer 04 Leverkusen) Timo Horn (1. FC Köln) Kevin Trapp (Eintracht Frankfurt) |
| Innenverteidiger    | –                                                                         | David Alaba (FC Bayern München) Mats Hummels (Borussia Dortmund) Willi Orban (RB Leipzig) Jérôme Boateng (FC Bayern München) Maxence Lacroix (VfL Wolfsburg)                                                                     | Moussa Niakhaté (1. FSV Mainz 05) Matthias Ginter (Borussia Mönchengladbach) Manuel Akanji (Borussia Dortmund) Márton Dárdai (Hertha BSC) Jerry St. Juste (1. FSV Mainz 05) Martin Hinteregger (Eintracht Frankfurt) Marvin Friedrich (1. FC Union Berlin) John Anthony Brooks (VfL Wolfsburg) Sebastiaan Bornauw (1. FC Köln) Nico Elvedi (Borussia Mönchengladbach) Stefan Bell (1. FSV Mainz 05) Niklas Stark (Hertha BSC) Nico Schlotterbeck (1. FC Union Berlin) Amos Pieper (Arminia Bielefeld) |
| Außenbahn defensiv  | –                                                                         | – | Raphaël Guerreiro (Borussia Dortmund) Angeliño (RB Leipzig) Lucas Hernández (FC Bayern München) Christian Günter (SC Freiburg) Borna Sosa (VfB Stuttgart) Kevin Mbabu (VfL Wolfsburg) Pavel Kadeřábek (TSG 1899 Hoffenheim) Nordi Mukiele (RB Leipzig) Christopher Trimmel (1. FC Union Berlin) |
| Mittelfeld defensiv | –                                                                         | Leon Goretzka (FC Bayern München) Joshua Kimmich (FC Bayern München) Maximilian Arnold (VfL Wolfsburg) Marcel Sabitzer (RB Leipzig) Xaver Schlager (VfL Wolfsburg) Jude Bellingham (Borussia Dortmund) Jonas Hector (1. FC Köln) | Mahmoud Dahoud (Borussia Dortmund) Thomas Delaney (Borussia Dortmund) Florian Grillitsch (TSG 1899 Hoffenheim) Kevin Kampl (RB Leipzig) Wataru Endō (VfB Stuttgart) Ellyes Skhiri (1. FC Köln) Makoto Hasebe (Eintracht Frankfurt) |
| Mittelfeld offensiv | –                                                                         | Thomas Müller (FC Bayern München) Marco Reus (Borussia Dortmund) | Christopher Nkunku (RB Leipzig) Dani Olmo (RB Leipzig) Lars Stindl (Borussia Mönchengladbach) Daichi Kamada (Eintracht Frankfurt) Amin Younes (Eintracht Frankfurt) Christoph Baumgartner (TSG 1899 Hoffenheim) Amadou Haidara (RB Leipzig) Jean-Paul Boëtius (1. FSV Mainz 05) |
| Außenbahn offensiv  | –                                                                         | Jadon Sancho (Borussia Dortmund) Filip Kostić (Eintracht Frankfurt) | Kingsley Coman (FC Bayern München) Ridle Baku (VfL Wolfsburg) Serge Gnabry (FC Bayern München) Marcus Thuram (Borussia Mönchengladbach) Emil Forsberg (RB Leipzig) Silas (VfB Stuttgart) Roland Sallai (SC Freiburg) Vincenzo Grifo (SC Freiburg) |
| Stürmer             | Robert Lewandowski (FC Bayern München) Erling Haaland (Borussia Dortmund) | André Silva (Eintracht Frankfurt) Andrej Kramarić (TSG 1899 Hoffenheim) Wout Weghorst (VfL Wolfsburg) Saša Kalajdžić (VfB Stuttgart)                                                                                             | Ihlas Bebou (TSG 1899 Hoffenheim) Karim Onisiwo (1. FSV Mainz 05) Patrik Schick (RB Leipzig) Yussuf Poulsen (RB Leipzig) André Hahn (FC Augsburg) |
| Deutsche im Ausland | –                                                                         | Robin Gosens (Atalanta Bergamo) İlkay Gündoğan (Manchester City) Kai Havertz (FC Chelsea) Antonio Rüdiger (FC Chelsea) Marc-André ter Stegen (FC Barcelona) Toni Kroos (Real Madrid)                                             | Kevin Volland (AS Monaco) Pascal Groß (Brighton & Hove Albion) Bernd Leno (FC Arsenal) Timo Werner (FC Chelsea) Diego Demme (SSC Neapel) Mittelklasse – Herausragend: Mërgim Berisha (RB Salzburg) Anthony Jung (Brøndby IF) Lukas Nmecha (RSC Anderlecht) |

### Winter 2021/22
Veröffentlicht in der kicker-Ausgabe vom 30. Dezember 2021 (105/2021). Die Rangliste bewertet das zweite Halbjahr 2021.
| Position            | Weltklasse                                                                | Internationale Klasse | Nationale Klasse |
| ------------------- | ------------------------------------------------------------------------- | --- | --- |
| Torhüter            | –                                                                         | Manuel Neuer (FC Bayern München) Mark Flekken (SC Freiburg) Gregor Kobel (Borussia Dortmund) Yann Sommer (Borussia Mönchengladbach) | Stefan Ortega (Arminia Bielefeld) Manuel Riemann (VfL Bochum) Oliver Baumann (TSG 1899 Hoffenheim) Péter Gulácsi (RB Leipzig) Kevin Trapp (Eintracht Frankfurt) |
| Innenverteidiger    | –                                                                         | Nico Schlotterbeck (SC Freiburg) Niklas Süle (FC Bayern München) | Manuel Akanji (Borussia Dortmund) Dayot Upamecano (FC Bayern München) Moussa Niakhaté (1. FSV Mainz 05) Evan N’Dicka (Eintracht Frankfurt) Philipp Lienhart (SC Freiburg) Lucas Hernández (FC Bayern München) Kevin Vogt (TSG 1899 Hoffenheim) Stefan Bell (1. FSV Mainz 05) Jonathan Tah (Bayer 04 Leverkusen) Lukas Klostermann (RB Leipzig) Reece Oxford (FC Augsburg) Rafael Czichos (1. FC Köln) Alexander Hack (1. FSV Mainz 05) Joško Gvardiol (RB Leipzig) |
| Außenbahn defensiv  | –                                                                         | Alphonso Davies (FC Bayern München) | Christian Günter (SC Freiburg) Jonas Hector (1. FC Köln) David Raum (TSG 1899 Hoffenheim) Jeremie Frimpong (Bayer 04 Leverkusen) Benno Schmitz (1. FC Köln) Silvan Widmer (1. FSV Mainz 05) Angeliño (RB Leipzig) Thomas Meunier (Borussia Dortmund) Piero Hincapié (Bayer 04 Leverkusen) Cédric Brunner (Arminia Bielefeld) |
| Mittelfeld defensiv | –                                                                         | Joshua Kimmich (FC Bayern München) Leon Goretzka (FC Bayern München) Ellyes Skhiri (1. FC Köln) | Nicolas Höfler (SC Freiburg) Djibril Sow (Eintracht Frankfurt) Robert Andrich (Bayer 04 Leverkusen) Dejan Ljubičić (1. FC Köln) Florian Grillitsch (TSG 1899 Hoffenheim) Denis Zakaria (Borussia Mönchengladbach) Salih Özcan (1. FC Köln) Dennis Geiger (TSG 1899 Hoffenheim) |
| Mittelfeld offensiv | Thomas Müller (FC Bayern München)                                         | Florian Wirtz (Bayer 04 Leverkusen) Christopher Nkunku (RB Leipzig) Jude Bellingham (Borussia Dortmund) Jonas Hofmann (Borussia Mönchengladbach) Marco Reus (Borussia Dortmund)                                                         | Emil Forsberg (RB Leipzig) Julian Brandt (Borussia Dortmund) Mark Uth (1. FC Köln) Jae-Sung Lee (1. FSV Mainz 05) |
| Außenbahn offensiv  | –                                                                         | Leroy Sané (FC Bayern München) Kingsley Coman (FC Bayern München) Serge Gnabry (FC Bayern München) Vincenzo Grifo (SC Freiburg) Jamal Musiala (FC Bayern München) Filip Kostić (Eintracht Frankfurt) Moussa Diaby (Bayer 04 Leverkusen) | Patrick Wimmer (Arminia Bielefeld) |
| Stürmer             | Robert Lewandowski (FC Bayern München) Erling Haaland (Borussia Dortmund) | Patrik Schick (Bayer 04 Leverkusen) | Anthony Modeste (1. FC Köln) Taiwo Awoniyi (1. FC Union Berlin) Lucas Höler (SC Freiburg) Jonathan Burkardt (1. FSV Mainz 05) Yussuf Poulsen (RB Leipzig) Andrej Kramarić (TSG 1899 Hoffenheim) Stevan Jovetić (Hertha BSC) Max Kruse (1. FC Union Berlin) Karim Onisiwo (1. FSV Mainz 05) Georginio Rutter (TSG 1899 Hoffenheim) |
| Deutsche im Ausland | –                                                                         | Antonio Rüdiger (FC Chelsea) İlkay Gündoğan (Manchester City) Toni Kroos (Real Madrid) | Marc-André ter Stegen (FC Barcelona) Vitaly Janelt (FC Brentford) Kai Havertz (FC Chelsea) Kevin Volland (AS Monaco) Mittelklasse – Herausragend: Julian Weigl (Benfica Lissabon) Hany Mukhtar (Nashville SC) Karim Adeyemi (RB Salzburg) Deniz Undav (Royale Union Saint-Gilloise) |

### Sommer 2022
Veröffentlicht in den kicker-Ausgaben vom 2. Juni 2022 (45/2022) und vom 7. Juni 2022 (46/2022). Die Rangliste bewertet das erste Halbjahr 2022.
| Position            | Weltklasse | Internationale Klasse | Nationale Klasse |
| ------------------- | ---------- | --- | --- |
| Torhüter            | –          | Kevin Trapp (Eintracht Frankfurt) Manuel Neuer (FC Bayern München) Yann Sommer (Borussia Mönchengladbach) Gregor Kobel (Borussia Dortmund)                                 | Marvin Schwäbe (1. FC Köln) Stefan Ortega (Arminia Bielefeld) Péter Gulácsi (RB Leipzig) Manuel Riemann (VfL Bochum) Lukáš Hrádecký (Bayer 04 Leverkusen) Robin Zentner (1. FSV Mainz 05) |
| Innenverteidiger    | –          | Nico Schlotterbeck (SC Freiburg) Willi Orban (RB Leipzig) | Joško Gvardiol (RB Leipzig) Jonathan Tah (Bayer 04 Leverkusen) Timo Hübers (1. FC Köln) Niklas Süle (FC Bayern München) Mohamed Simakan (RB Leipzig) Philipp Lienhart (SC Freiburg) Edmond Tapsoba (Bayer 04 Leverkusen) Evan N’Dicka (Eintracht Frankfurt) Timo Baumgartl (1. FC Union Berlin) Lukas Klostermann (RB Leipzig) Tuta (Eintracht Frankfurt) Piero Hincapié (Bayer 04 Leverkusen) Martin Hinteregger (Eintracht Frankfurt) |
| Außenbahn defensiv  | –          | David Raum (TSG 1899 Hoffenheim) | Jonas Hector (1. FC Köln) Christian Günter (SC Freiburg) Christopher Trimmel (1. FC Union Berlin) Marvin Plattenhardt (Hertha BSC) Angeliño (RB Leipzig) Danilo Soares (VfL Bochum) Jeremie Frimpong (Bayer 04 Leverkusen) Benjamin Henrichs (RB Leipzig) Borna Sosa (VfB Stuttgart) Cristian Gamboa (VfL Bochum) Benno Schmitz (1. FC Köln)                                                                                            |
| Mittelfeld defensiv | –          | Robert Andrich (Bayer 04 Leverkusen) Salih Özcan (1. FC Köln) Konrad Laimer (RB Leipzig)                                                                                   | Djibril Sow (Eintracht Frankfurt) Sebastian Rode (Eintracht Frankfurt) Jude Bellingham (Borussia Dortmund) Charles Aránguiz (Bayer 04 Leverkusen) Anton Stach (1. FSV Mainz 05) Jamal Musiala (FC Bayern München) Anthony Losilla (VfL Bochum) Joshua Kimmich (FC Bayern München) Nicolas Höfler (SC Freiburg) Wataru Endō (VfB Stuttgart) Ellyes Skhiri (1. FC Köln)                                                                   |
| Mittelfeld offensiv | –          | Florian Wirtz (Bayer 04 Leverkusen) | Jonas Hofmann (Borussia Mönchengladbach) Mark Uth (1. FC Köln) Dani Olmo (RB Leipzig) Alassane Pléa (Borussia Mönchengladbach) Thomas Müller (FC Bayern München) Marco Reus (Borussia Dortmund) Daichi Kamada (Eintracht Frankfurt) Dominik Szoboszlai (RB Leipzig) Grischa Prömel (1. FC Union Berlin) Christoph Baumgartner (TSG 1899 Hoffenheim) Julian Brandt (Borussia Dortmund) Jesper Lindstrøm (Eintracht Frankfurt)            |
| Außenbahn offensiv  | –          | Filip Kostić (Eintracht Frankfurt) Moussa Diaby (Bayer 04 Leverkusen) Kingsley Coman (FC Bayern München)                                                                   | Vincenzo Grifo (SC Freiburg) Ansgar Knauff (Eintracht Frankfurt) Roland Sallai (SC Freiburg) Paulinho (Bayer 04 Leverkusen) Dejan Ljubičić (1. FC Köln) Serge Gnabry (FC Bayern München) |
| Stürmer             | –          | Robert Lewandowski (FC Bayern München) Christopher Nkunku (RB Leipzig) Patrik Schick (Bayer 04 Leverkusen) Erling Haaland (Borussia Dortmund) Anthony Modeste (1. FC Köln) | Sheraldo Becker (1. FC Union Berlin) Michael Gregoritsch (FC Augsburg) Donyell Malen (Borussia Dortmund) Andrej Kramarić (TSG 1899 Hoffenheim) Saša Kalajdžić (VfB Stuttgart) Taiwo Awoniyi (1. FC Union Berlin) André Silva (RB Leipzig) Rafael Borré (Eintracht Frankfurt) Karim Onisiwo (1. FSV Mainz 05) Breel Embolo (Borussia Mönchengladbach)                                                                                    |
| Deutsche im Ausland | –          | Marc-André ter Stegen (FC Barcelona) Antonio Rüdiger (FC Chelsea) Toni Kroos (Real Madrid) İlkay Gündoğan (Manchester City) Kai Havertz (FC Chelsea)                       | Alexander Nübel (AS Monaco) Vitaly Janelt (FC Brentford) Timo Werner (FC Chelsea) Kevin Volland (AS Monaco) Mittelklasse – Herausragend: Lars Unnerstall (FC Twente Enschede) Mario Götze (PSV Eindhoven) Deniz Undav (Royale Union Saint-Gilloise) |

### Winter 2022/23
Veröffentlicht in den kicker-Ausgaben vom 22. Dezember 2022 (103/2022), vom 29. Dezember 2022 (104+105/2022), vom 2. Januar 2023 (2/2023) und vom 5. Januar 2023 (3/2023). Die Rangliste bewertet das zweite Halbjahr 2022.
| Position            | Weltklasse | Internationale Klasse | Nationale Klasse |
| ------------------- | ---------- | --- | --- |
| Torhüter            | –          | Gregor Kobel (Borussia Dortmund) Yann Sommer (Borussia Mönchengladbach) Kevin Trapp (Eintracht Frankfurt) Marvin Schwäbe (1. FC Köln) Koen Casteels (VfL Wolfsburg) Mark Flekken (SC Freiburg) Manuel Neuer (FC Bayern München)         | Rafał Gikiewicz (FC Augsburg) Janis Blaswich (RB Leipzig) Frederik Rønnow (1. FC Union Berlin) Oliver Baumann (TSG 1899 Hoffenheim) |
| Innenverteidiger    | –          | Dayot Upamecano (FC Bayern München) Matthias Ginter (SC Freiburg) | Lucas Hernández (FC Bayern München) Mats Hummels (Borussia Dortmund) Matthijs de Ligt (FC Bayern München) Kō Itakura (Borussia Mönchengladbach) Joško Gvardiol (RB Leipzig) Abdou Diallo (RB Leipzig) Willi Orban (RB Leipzig) Ozan Kabak (TSG 1899 Hoffenheim) Robin Knoche (1. FC Union Berlin) Diogo Leite (1. FC Union Berlin) Niklas Süle (Borussia Dortmund) Philipp Lienhart (SC Freiburg) |
| Außenbahn defensiv  | –          | Alphonso Davies (FC Bayern München) Jeremie Frimpong (Bayer 04 Leverkusen) Borna Sosa (VfB Stuttgart) Ramy Bensebaini (Borussia Mönchengladbach)                                                                                        | Benjamin Pavard (FC Bayern München) Mohamed Simakan (RB Leipzig) Mitchell Weiser (Werder Bremen) Christian Günter (SC Freiburg) Jonas Hector (1. FC Köln) Noussair Mazraoui (FC Bayern München) Lukas Kübler (SC Freiburg) Julian Ryerson (1. FC Union Berlin) |
| Mittelfeld defensiv | –          | Jude Bellingham (Borussia Dortmund) Joshua Kimmich (FC Bayern München) Leon Goretzka (FC Bayern München) Sebastian Rode (Eintracht Frankfurt) Xaver Schlager (RB Leipzig) Wataru Endō (VfB Stuttgart) Maximilian Arnold (VfL Wolfsburg) | Ellyes Skhiri (1. FC Köln) Nicolas Höfler (SC Freiburg) Lucas Tousart (Hertha BSC) Rani Khedira (1. FC Union Berlin) Djibril Sow (Eintracht Frankfurt) Dominik Kohr (1. FSV Mainz 05) |
| Mittelfeld offensiv | –          | Jamal Musiala (FC Bayern München) Daichi Kamada (Eintracht Frankfurt) Mario Götze (Eintracht Frankfurt) Jesper Lindstrøm (Eintracht Frankfurt)                                                                                          | Thomas Müller (FC Bayern München) Dominik Szoboszlai (RB Leipzig) Christoph Baumgartner (TSG 1899 Hoffenheim) Dejan Ljubičić (1. FC Köln) Julian Brandt (Borussia Dortmund) Marco Reus (Borussia Dortmund) Yannick Gerhardt (VfL Wolfsburg) |
| Außenbahn offensiv  | –          | Leroy Sané (FC Bayern München) Vincenzo Grifo (SC Freiburg) Serge Gnabry (FC Bayern München) Ritsu Dōan (SC Freiburg) Dodi Lukébakio (Hertha BSC)                                                                                       | Sadio Mané (FC Bayern München) Florian Kainz (1. FC Köln) Jonas Hofmann (Borussia Mönchengladbach) Moussa Diaby (Bayer 04 Leverkusen) Alassane Pléa (Borussia Mönchengladbach) Ermedin Demirović (FC Augsburg) |
| Stürmer             | –          | Christopher Nkunku (RB Leipzig) Randal Kolo Muani (Eintracht Frankfurt) Eric Maxim Choupo-Moting (FC Bayern München) Marcus Thuram (Borussia Mönchengladbach) Niclas Füllkrug (Werder Bremen) Michael Gregoritsch (FC Augsburg)         | Sheraldo Becker (1. FC Union Berlin) Youssoufa Moukoko (Borussia Dortmund) André Silva (RB Leipzig) Timo Werner (RB Leipzig) Mërgim Berisha (FC Augsburg) Georginio Rutter (TSG 1899 Hoffenheim) Karim Onisiwo (1. FSV Mainz 05) |
| Deutsche im Ausland | –          | Marc-André ter Stegen (FC Barcelona) Antonio Rüdiger (Real Madrid) Toni Kroos (Real Madrid) İlkay Gündoğan (Manchester City) | Alexander Nübel (AS Monaco) Armel Bella-Kotchap (FC Southampton) Pascal Groß (Brighton & Hove Albion) Kai Havertz (FC Chelsea) Mittelklasse – Herausragend: Lars Unnerstall (FC Twente Enschede) Lukas Görtler (FC St. Gallen) Hany Mukhtar (Nashville SC) Khaled Narey (PAOK Thessaloniki) |

### Sommer 2023
Veröffentlicht in den kicker-Ausgaben vom 19. Juni 2023 (50/2023), vom 22. Juni 2023 (51/2023) und vom 26. Juni 2023 (52/2023). Die Rangliste bewertet das erste Halbjahr 2023.
| Position            | Weltklasse                       | Internationale Klasse | Nationale Klasse |
| ------------------- | -------------------------------- | --- | --- |
| Torhüter            | –                                | Gregor Kobel (Borussia Dortmund) Mark Flekken (SC Freiburg) Kevin Trapp (Eintracht Frankfurt) | Lukáš Hrádecký (Bayer 04 Leverkusen) Ralf Fährmann (FC Schalke 04) Jonas Omlin (Borussia Mönchengladbach) Frederik Rønnow (1. FC Union Berlin) Janis Blaswich (RB Leipzig) Koen Casteels (VfL Wolfsburg) |
| Innenverteidiger    | –                                | Matthijs de Ligt (FC Bayern München) Jonathan Tah (Bayer 04 Leverkusen) Matthias Ginter (SC Freiburg) Benjamin Pavard (FC Bayern München) Mats Hummels (Borussia Dortmund) Edmond Tapsoba (Bayer 04 Leverkusen) | Willi Orban (RB Leipzig) Julian Chabot (1. FC Köln) Joško Gvardiol (RB Leipzig) Hiroki Itō (VfB Stuttgart) Niklas Süle (Borussia Dortmund) Moritz Jenz (FC Schalke 04) Timo Hübers (1. FC Köln) Micky van de Ven (VfL Wolfsburg) Robin Knoche (1. FC Union Berlin) Piero Hincapié (Bayer 04 Leverkusen) Lukas Klostermann (RB Leipzig) Nico Schlotterbeck (Borussia Dortmund) Philipp Lienhart (SC Freiburg) |
| Außenbahn defensiv  | –                                | Raphaël Guerreiro (Borussia Dortmund) Jeremie Frimpong (Bayer 04 Leverkusen) | Benjamin Henrichs (RB Leipzig) Jonas Hector (1. FC Köln) Mohamed Simakan (RB Leipzig) |
| Mittelfeld defensiv | –                                | Ellyes Skhiri (1. FC Köln) Konrad Laimer (RB Leipzig) Emre Can (Borussia Dortmund) Robert Andrich (Bayer 04 Leverkusen) Joshua Kimmich (FC Bayern München) Wataru Endō (VfB Stuttgart)                          | Xaver Schlager (RB Leipzig) Exequiel Palacios (Bayer 04 Leverkusen) Leandro Barreiro (1. FSV Mainz 05) Eric Martel (1. FC Köln) Anthony Losilla (VfL Bochum) Alex Král (FC Schalke 04) |
| Mittelfeld offensiv | –                                | Dani Olmo (RB Leipzig) Florian Wirtz (Bayer 04 Leverkusen) Julian Brandt (Borussia Dortmund) | Jude Bellingham (Borussia Dortmund) Jamal Musiala (FC Bayern München) Dominik Szoboszlai (RB Leipzig) Lee Jae-sung (1. FSV Mainz 05) Thomas Müller (FC Bayern München) Andrej Kramarić (TSG 1899 Hoffenheim) Florian Kainz (1. FC Köln) Mario Götze (Eintracht Frankfurt) Lars Stindl (Borussia Mönchengladbach)                                                                                             |
| Außenbahn offensiv  | –                                | Donyell Malen (Borussia Dortmund) Kingsley Coman (FC Bayern München) Karim Adeyemi (Borussia Dortmund) | Moussa Diaby (Bayer 04 Leverkusen) Jonas Hofmann (Borussia Mönchengladbach) Marius Bülter (FC Schalke 04) Leroy Sané (FC Bayern München) Amine Adli (Bayer 04 Leverkusen) Patrick Wimmer (VfL Wolfsburg) Vincenzo Grifo (SC Freiburg) |
| Stürmer             | –                                | Randal Kolo Muani (Eintracht Frankfurt) Christopher Nkunku (RB Leipzig) | Niclas Füllkrug (Werder Bremen) Sébastien Haller (Borussia Dortmund) Serhou Guirassy (VfB Stuttgart) Marvin Ducksch (Werder Bremen) Karim Onisiwo (1. FSV Mainz 05) Ludovic Ajorque (1. FSV Mainz 05) Kevin Behrens (1. FC Union Berlin) Serge Gnabry (FC Bayern München) Mërgim Berisha (FC Augsburg) |
| Deutsche im Ausland | İlkay Gündoğan (Manchester City) | Marc-André ter Stegen (FC Barcelona) Antonio Rüdiger (Real Madrid) Toni Kroos (Real Madrid) Pascal Groß (Brighton & Hove Albion)                                                                                | Bernd Leno (FC Fulham) Malick Thiaw (AC Mailand) Kai Havertz (FC Chelsea) Mittelklasse – Herausragend: Lars Unnerstall (FC Twente Enschede) Jordan Beyer (FC Burnley) Yann Aurel Bisseck (Aarhus GF) Hany Mukhtar (Nashville SC) |

### Winter 2023/24
Veröffentlicht in der kicker-Ausgaben vom 4. Januar 2023 (2+3/2024). Die Rangliste bewertet das zweite Halbjahr 2023.
| Position            | Weltklasse                                                                      | Internationale Klasse | Nationale Klasse |
| ------------------- | ------------------------------------------------------------------------------- | --- | --- |
| Torhüter            | –                                                                               | Gregor Kobel (Borussia Dortmund) Manuel Neuer (FC Bayern München) Oliver Baumann (TSG 1899 Hoffenheim)                                                         | Alexander Nübel (VfB Stuttgart) Lukáš Hrádecký (Bayer 04 Leverkusen) Janis Blaswich (RB Leipzig) Kevin Trapp (Eintracht Frankfurt) Manuel Riemann (VfL Bochum) Sven Ulreich (FC Bayern München) Koen Casteels (VfL Wolfsburg) Marvin Schwäbe (1. FC Köln) Moritz Nicolas (Borussia Mönchengladbach) |
| Innenverteidiger    | –                                                                               | Odilon Kossounou (Bayer 04 Leverkusen) Jonathan Tah (Bayer 04 Leverkusen) Dayot Upamecano (FC Bayern München) Edmond Tapsoba (Bayer 04 Leverkusen)             | Mohamed Simakan (RB Leipzig) Waldemar Anton (VfB Stuttgart) Mats Hummels (Borussia Dortmund) Robin Koch (Eintracht Frankfurt) Willian Pacho (Eintracht Frankfurt) Lukas Klostermann (RB Leipzig) Min-Jae Kim (FC Bayern München) Dan-Axel Zagadou (VfB Stuttgart) Keven Schlotterbeck (VfL Bochum) Matthias Ginter (SC Freiburg) Kevin Vogt (TSG 1899 Hoffenheim) Castello Lukeba (RB Leipzig)               |
| Außenbahn defensiv  | Alejandro Grimaldo (Bayer 04 Leverkusen) Jeremie Frimpong (Bayer 04 Leverkusen) | Benjamin Henrichs (RB Leipzig) Hiroki Itō (VfB Stuttgart) | Maximilian Mittelstädt (VfB Stuttgart) David Raum (RB Leipzig) Pavel Kadeřábek (TSG 1899 Hoffenheim) Noussair Mazraoui (FC Bayern München) Robin Gosens (1. FC Union Berlin) Franck Honorat (Borussia Mönchengladbach) |
| Mittelfeld defensiv | –                                                                               | Granit Xhaka (Bayer 04 Leverkusen) Exequiel Palacios (Bayer 04 Leverkusen)                                                                                     | Leon Goretzka (FC Bayern München) Xaver Schlager (RB Leipzig) Rocco Reitz (Borussia Mönchengladbach) Angelo Stiller (VfB Stuttgart) Joshua Kimmich (FC Bayern München) Anton Stach (TSG 1899 Hoffenheim) Ellyes Skhiri (Eintracht Frankfurt) Amadou Haidara (RB Leipzig) Florian Grillitsch (TSG 1899 Hoffenheim) Kevin Kampl (RB Leipzig) Patrick Osterhage (VfL Bochum) Hugo Larsson (Eintracht Frankfurt) |
| Mittelfeld offensiv | Florian Wirtz (Bayer 04 Leverkusen)                                             | Xavi Simons (RB Leipzig) Jonas Hofmann (Bayer 04 Leverkusen)                                                                                                   | Jamal Musiala (FC Bayern München) Andrej Kramarić (TSG 1899 Hoffenheim) Ermedin Demirović (FC Augsburg) Enzo Millot (VfB Stuttgart) Christoph Baumgartner (RB Leipzig) Thomas Müller (FC Bayern München) Julian Brandt (Borussia Dortmund) Mattias Svanberg (VfL Wolfsburg) Farès Chaïbi (Eintracht Frankfurt) Marco Reus (Borussia Dortmund)                                                                |
| Außenbahn offensiv  | Leroy Sané (FC Bayern München)                                                  | Chris Führich (VfB Stuttgart) | Niklas Beste (1. FC Heidenheim) Kingsley Coman (FC Bayern München) Eren Dinkçi (1. FC Heidenheim) Amine Adli (Bayer 04 Leverkusen) Vincenzo Grifo (SC Freiburg) Donyell Malen (Borussia Dortmund) Roland Sallai (SC Freiburg) |
| Stürmer             | Harry Kane (FC Bayern München)                                                  | Serhou Guirassy (VfB Stuttgart) Victor Boniface (Bayer 04 Leverkusen) Loïs Openda (RB Leipzig) Omar Marmoush (Eintracht Frankfurt) Jonas Wind (VfL Wolfsburg)  | Deniz Undav (VfB Stuttgart) Maximilian Beier (TSG 1899 Hoffenheim) Niclas Füllkrug (Borussia Dortmund) Marvin Ducksch (Werder Bremen) Alassane Pléa (Borussia Mönchengladbach) Wout Weghorst (TSG 1899 Hoffenheim) |
| Deutsche im Ausland | –                                                                               | Marc-André ter Stegen (FC Barcelona) Antonio Rüdiger (Real Madrid) Toni Kroos (Real Madrid) Pascal Groß (Brighton & Hove Albion) İlkay Gündoğan (FC Barcelona) | Bernd Leno (FC Fulham) Malick Thiaw (AC Mailand) Kai Havertz (FC Arsenal) Mittelklasse – Herausragend: – |

### Sommer 2024
Veröffentlicht in den kicker-Ausgaben vom 18. Juli 2024 (59/2024), vom 22. Juli 2024 (60/2024) und vom 25. Juli 2024 (61/2024). Die Rangliste bewertet das erste Halbjahr 2024.
| Position            | Weltklasse | Internationale Klasse | Nationale Klasse |
| ------------------- | ---------- | --- | --- |
| Torhüter            | –          | Gregor Kobel (Borussia Dortmund) Lukáš Hrádecký (Bayer 04 Leverkusen) Péter Gulácsi (RB Leipzig) Manuel Neuer (FC Bayern München)                                                                              | Oliver Baumann (TSG 1899 Hoffenheim) Kevin Müller (1. FC Heidenheim) Michael Zetterer (Werder Bremen) Alexander Nübel (VfB Stuttgart) Frederik Rønnow (1. FC Union Berlin) |
| Innenverteidiger    | –          | Mats Hummels (Borussia Dortmund) Jonathan Tah (Bayer 04 Leverkusen) Hiroki Itō (VfB Stuttgart) Nico Schlotterbeck (Borussia Dortmund) Waldemar Anton (VfB Stuttgart) Edmond Tapsoba (Bayer 04 Leverkusen)      | Marco Friedl (Werder Bremen) Eric Dier (FC Bayern München) Matthijs de Ligt (FC Bayern München) Piero Hincapié (Bayer 04 Leverkusen) Sepp van den Berg (1. FSV Mainz 05) Josip Stanišić (Bayer 04 Leverkusen) Andreas Hanche-Olsen (1. FSV Mainz 05) Willi Orban (RB Leipzig) Patrick Mainka (1. FC Heidenheim) Anthony Rouault (VfB Stuttgart) Maxence Lacroix (VfL Wolfsburg) Jeff Chabot (1. FC Köln) Keven Schlotterbeck (VfL Bochum) Willian Pacho (Eintracht Frankfurt) Robin Koch (Eintracht Frankfurt) |
| Außenbahn defensiv  | –          | Alejandro Grimaldo (Bayer 04 Leverkusen) Maximilian Mittelstädt (VfB Stuttgart) Jeremie Frimpong (Bayer 04 Leverkusen) David Raum (RB Leipzig)                                                                 | Joshua Kimmich (FC Bayern München) Benjamin Henrichs (RB Leipzig) Raphaël Guerreiro (FC Bayern München) Julian Ryerson (Borussia Dortmund) Ian Maatsen (Borussia Dortmund) Mohamed Simakan (RB Leipzig) Max Finkgräfe (1. FC Köln) |
| Mittelfeld defensiv | –          | Granit Xhaka (Bayer 04 Leverkusen) Exequiel Palacios (Bayer 04 Leverkusen) Angelo Stiller (VfB Stuttgart) Marcel Sabitzer (Borussia Dortmund) Robert Andrich (Bayer 04 Leverkusen) Amadou Haidara (RB Leipzig) | Aleksandar Pavlović (FC Bayern München) Nadiem Amiri (1. FSV Mainz 05) Xaver Schlager (RB Leipzig) Leon Goretzka (FC Bayern München) Atakan Karazor (VfB Stuttgart) Konrad Laimer (FC Bayern München) Leandro Barreiro (1. FSV Mainz 05) Lennard Maloney (1. FC Heidenheim) |
| Mittelfeld offensiv | –          | Florian Wirtz (Bayer 04 Leverkusen) Dani Olmo (RB Leipzig) Xavi Simons (RB Leipzig) Jamal Musiala (FC Bayern München) Deniz Undav (VfB Stuttgart) Andrej Kramarić (TSG 1899 Hoffenheim)                        | Brajan Gruda (1. FSV Mainz 05) Kevin Stöger (VfL Bochum) Enzo Millot (VfB Stuttgart) Julian Brandt (Borussia Dortmund) Romano Schmid (Werder Bremen) Lee Jae-sung (1. FSV Mainz 05) Thomas Müller (FC Bayern München) |
| Außenbahn offensiv  | –          | Chris Führich (VfB Stuttgart) | Donyell Malen (Borussia Dortmund) Niklas Beste (1. FC Heidenheim) Nathan Tella (Bayer 04 Leverkusen) Ritsu Dōan (SC Freiburg) Robin Hack (Borussia Mönchengladbach) Amine Adli (Bayer 04 Leverkusen) Jamie Leweling (VfB Stuttgart) Eren Dinkçi (1. FC Heidenheim) Vincenzo Grifo (SC Freiburg) |
| Stürmer             | –          | Harry Kane (FC Bayern München) Serhou Guirassy (VfB Stuttgart) Loïs Openda (RB Leipzig) Benjamin Šeško (RB Leipzig)                                                                                            | Maximilian Beier (TSG 1899 Hoffenheim) Jonathan Burkardt (1. FSV Mainz 05) Niclas Füllkrug (Borussia Dortmund) Tim Kleindienst (1. FC Heidenheim) Ermedin Demirović (FC Augsburg) Omar Marmoush (Eintracht Frankfurt) |
| Deutsche im Ausland | –          | Marc-André ter Stegen (FC Barcelona) Stefan Ortega Moreno (Manchester City) Antonio Rüdiger (Real Madrid) Toni Kroos (Real Madrid) İlkay Gündoğan (FC Barcelona) Kai Havertz (FC Arsenal)                      | Bernd Leno (FC Fulham) Thilo Kehrer (AS Monaco) Malick Thiaw (AC Mailand) Pascal Groß (Brighton & Hove Albion) Mittelklasse – Herausragend: – |

### Winter 2024/25
Veröffentlicht in den kicker-Ausgaben vom 30. Dezember 2024 (2&3/2025) und vom 6. Januar 2025 (4/2025). Die Rangliste bewertet das zweite Halbjahr 2024.
| Position            | Weltklasse                                                            | Internationale Klasse | Nationale Klasse |
| ------------------- | --------------------------------------------------------------------- | --- | --- |
| Torhüter            | –                                                                     | Péter Gulácsi (RB Leipzig) | Oliver Baumann (TSG 1899 Hoffenheim) Robin Zentner (1. FSV Mainz 05) Kamil Grabara (VfL Wolfsburg) Gregor Kobel (Borussia Dortmund) Moritz Nicolas (Borussia Mönchengladbach) Nikola Vasilj (FC St. Pauli) Manuel Neuer (FC Bayern München) Frederik Rønnow (1. FC Union Berlin) Noah Atubolu (SC Freiburg) Alexander Nübel (VfB Stuttgart) Lukáš Hrádecký (Bayer 04 Leverkusen) Kevin Müller (1. FC Heidenheim) Kevin Trapp (Eintracht Frankfurt)      |
| Innenverteidiger    | –                                                                     | Jonathan Tah (Bayer 04 Leverkusen) Piero Hincapié (Bayer 04 Leverkusen) Dayot Upamecano (FC Bayern München) Willi Orban (RB Leipzig) Arthur Theate (Eintracht Frankfurt) Min-jae Kim (FC Bayern München) Nico Schlotterbeck (Borussia Dortmund)                                         | Matthias Ginter (SC Freiburg) Robin Koch (Eintracht Frankfurt) Jeff Chabot (VfB Stuttgart) Edmond Tapsoba (Bayer 04 Leverkusen) Marco Friedl (Werder Bremen) Anton Stach (TSG 1899 Hoffenheim) Kō Itakura (Borussia Mönchengladbach) Niklas Süle (Borussia Dortmund) Tuta (Eintracht Frankfurt) Castello Lukeba (RB Leipzig) Moritz Jenz (1. FSV Mainz 05) Philipp Lienhart (SC Freiburg) Danilho Doekhi (1. FC Union Berlin) Hauke Wahl (FC St. Pauli) |
| Außenbahn defensiv  | –                                                                     | Alejandro Grimaldo (Bayer 04 Leverkusen) | Alphonso Davies (FC Bayern München) Joakim Mæhle (VfL Wolfsburg) Maximilian Mittelstädt (VfB Stuttgart) Konrad Laimer (FC Bayern München) Rasmus Kristensen (Eintracht Frankfurt) Nathaniel Brown (Eintracht Frankfurt) David Raum (RB Leipzig) Ramy Bensebaini (Borussia Dortmund) Phillipp Mwene (1. FSV Mainz 05) Tom Rothe (1. FC Union Berlin) Mitchell Weiser (Werder Bremen) Lukas Kübler (SC Freiburg) Christian Günter (SC Freiburg)           |
| Mittelfeld defensiv | –                                                                     | Joshua Kimmich (FC Bayern München) Granit Xhaka (Bayer 04 Leverkusen) Exequiel Palacios (Bayer 04 Leverkusen) Robert Andrich (Bayer 04 Leverkusen) Angelo Stiller (VfB Stuttgart) | Aleksandar Pavlović (FC Bayern München) Nadiem Amiri (1. FSV Mainz 05) Jens Stage (Werder Bremen) Hugo Larsson (Eintracht Frankfurt) Rocco Reitz (Borussia Mönchengladbach) Aleix García (Bayer 04 Leverkusen) Maximilian Arnold (VfL Wolfsburg) Felix Nmecha (Borussia Dortmund) Tom Bischof (TSG 1899 Hoffenheim) |
| Mittelfeld offensiv | Florian Wirtz (Bayer 04 Leverkusen) Jamal Musiala (FC Bayern München) | Enzo Millot (VfB Stuttgart) | Deniz Undav (VfB Stuttgart) Paul Nebel (1. FSV Mainz 05) Lee Jae-sung (1. FSV Mainz 05) Xavi Simons (RB Leipzig) Antonio Nusa (RB Leipzig) Alexis Claude-Maurice (FC Augsburg) Julian Brandt (Borussia Dortmund) Alassane Pléa (Borussia Mönchengladbach) |
| Außenbahn offensiv  | –                                                                     | Jeremie Frimpong (Bayer 04 Leverkusen) Jamie Gittens (Borussia Dortmund) Michael Olise (FC Bayern München) | Ritsu Dōan (SC Freiburg) Jamie Leweling (VfB Stuttgart) Vincenzo Grifo (SC Freiburg) Karim Adeyemi (Borussia Dortmund) Franck Honorat (Borussia Mönchengladbach) Ansgar Knauff (Eintracht Frankfurt) Kingsley Coman (FC Bayern München) |
| Stürmer             | Harry Kane (FC Bayern München) Omar Marmoush (Eintracht Frankfurt)    | Tim Kleindienst (Borussia Mönchengladbach) Jonathan Burkardt (1. FSV Mainz 05) Serhou Guirassy (Borussia Dortmund) Loïs Openda (RB Leipzig) Mohamed Amoura (VfL Wolfsburg) Hugo Ekitiké (Eintracht Frankfurt) Victor Boniface (Bayer 04 Leverkusen) Patrik Schick (Bayer 04 Leverkusen) | Ermedin Demirović (VfB Stuttgart) Jonas Wind (VfL Wolfsburg) Marvin Ducksch (Werder Bremen) Benjamin Šeško (RB Leipzig) Phillip Tietz (FC Augsburg) |
| Deutsche im Ausland | –                                                                     | Stefan Ortega Moreno (Manchester City) Antonio Rüdiger (Real Madrid) Robin Gosens (AC Florenz) Kai Havertz (FC Arsenal) | Bernd Leno (FC Fulham) Thilo Kehrer (AS Monaco) Yann Aurel Bisseck (Inter Mailand) Malick Thiaw (AC Mailand) Mittelklasse – Herausragend: Nicolas Kühn (Celtic Glasgow) |

### Sommer 2025
Veröffentlicht in den kicker-Ausgaben vom 16. Juni 2025 (50/2025), vom 19. Juni 2025 (51/2025) und vom 23. Juni 2025 (52/2025). Die Rangliste bewertet das erste Halbjahr 2025.
| Position            | Weltklasse | Internationale Klasse | Nationale Klasse |
| ------------------- | ---------- | --- | --- |
| Torhüter            | –          | Péter Gulácsi (RB Leipzig) Gregor Kobel (Borussia Dortmund) Nikola Vasilj (FC St. Pauli)                                                                                      | Manuel Neuer (FC Bayern München) Finn Dahmen (FC Augsburg) Robin Zentner (1. FSV Mainz 05) Noah Atubolu (SC Freiburg) Alexander Nübel (VfB Stuttgart) Frederik Rønnow (1. FC Union Berlin) |
| Innenverteidiger    | –          | Nico Schlotterbeck (Borussia Dortmund) Jonathan Tah (Bayer 04 Leverkusen) Robin Koch (Eintracht Frankfurt) Matthias Ginter (SC Freiburg) Piero Hincapié (Bayer 04 Leverkusen) | Marco Friedl (Werder Bremen) Dayot Upamecano (FC Bayern München) Eric Dier (FC Bayern München) Chrislain Matsima (FC Augsburg) Arthur Theate (Eintracht Frankfurt) Jeff Chabot (VfB Stuttgart) Emre Can (Borussia Dortmund) Jeffrey Gouweleeuw (FC Augsburg) Patrick Mainka (1. FC Heidenheim) Denis Vavro (VfL Wolfsburg) Willi Orban (RB Leipzig) Cédric Zesiger (FC Augsburg) Waldemar Anton (Borussia Dortmund) Dominik Kohr (1. FSV Mainz 05) |
| Außenbahn defensiv  | –          | – | Daniel Svensson (Borussia Dortmund) Rasmus Kristensen (Eintracht Frankfurt) Alphonso Davies (FC Bayern München) Frans Krätzig (1. FC Heidenheim) Anthony Caci (1. FSV Mainz 05) David Raum (RB Leipzig) Maximilian Mittelstädt (VfB Stuttgart) Konrad Laimer (FC Bayern München) Mitchell Weiser (Werder Bremen) Ramy Bensebaini (Borussia Dortmund) Dimitrios Giannoulis (FC Augsburg)                                                            |
| Mittelfeld defensiv | –          | Joshua Kimmich (FC Bayern München) Angelo Stiller (VfB Stuttgart) Kaishū Sano (1. FSV Mainz 05) Nadiem Amiri (1. FSV Mainz 05)                                                | Leon Goretzka (FC Bayern München) Pascal Groß (Borussia Dortmund) Exequiel Palacios (Bayer 04 Leverkusen) Anton Stach (TSG 1899 Hoffenheim) Patrick Osterhage (SC Freiburg) Granit Xhaka (Bayer 04 Leverkusen) |
| Mittelfeld offensiv | –          | Florian Wirtz (Bayer 04 Leverkusen) | Paul Nebel (1. FSV Mainz 05) Deniz Undav (VfB Stuttgart) Mario Götze (Eintracht Frankfurt) Jamal Musiala (FC Bayern München) Romano Schmid (Werder Bremen) Steven Skrzybski (Holstein Kiel) Lee Jae-sung (1. FSV Mainz 05) Xavi Simons (RB Leipzig) Andrej Kramarić (TSG 1899 Hoffenheim) Patrick Wimmer (VfL Wolfsburg) Maximilian Beier (Borussia Dortmund)                                                                                      |
| Außenbahn offensiv  | –          | Michael Olise (FC Bayern München) Ritsu Dōan (SC Freiburg) | Jeremie Frimpong (Bayer 04 Leverkusen) Leroy Sané (FC Bayern München) Mohamed Amoura (VfL Wolfsburg) Karim Adeyemi (Borussia Dortmund) Vincenzo Grifo (SC Freiburg) |
| Stürmer             | –          | Serhou Guirassy (Borussia Dortmund) Harry Kane (FC Bayern München) Nick Woltemade (VfB Stuttgart) Hugo Ekitiké (Eintracht Frankfurt) Patrik Schick (Bayer 04 Leverkusen)      | Jonathan Burkardt (1. FSV Mainz 05) Ermedin Demirović (VfB Stuttgart) Adam Hložek (TSG 1899 Hoffenheim) Tim Kleindienst (Borussia Mönchengladbach) Benjamin Šeško (RB Leipzig) Benedict Hollerbach (1. FC Union Berlin) |
| Deutsche im Ausland | –          | Yann Aurel Bisseck (Inter Mailand) Antonio Rüdiger (Real Madrid) Thilo Kehrer (AS Monaco) Robin Gosens (AC Florenz)                                                           | Bernd Leno (FC Fulham) Vitaly Janelt (FC Brentford) İlkay Gündoğan (Manchester City) Kevin Schade (FC Brentford) Mittelklasse – Herausragend: Svend Brodersen (Fagiano Okayama) Nicolas Kühn (Celtic Glasgow) |